# Wilhelm Drinhausen
Wilhelm Drinhausen (* 1821 in Nümbrecht; † 1875 in Elberfeld) war ein deutscher Stilllebenmaler der Düsseldorfer Schule sowie Zeichenlehrer.

## Leben
Drinhausen arbeitete von 1847 bis 1853 als Hilfslehrer am Progymnasium Moers. Er erhielt eine private künstlerische Ausbildung bei dem Veduten- und Genremaler Joseph Minjon in Düsseldorf. Drinhausen entwickelte sich zum Blumen- und Stilllebenmaler und lehnte sich darin eng an die Malerei von Johann Wilhelm Preyer an, so dass er als dessen Schüler bzw. als ein künstlerischer Nachfolger Preyers angesehen wird. Ab 1853 ist er in Berlin greifbar. Dort studierte er in den folgenden zwei Jahren an der Kunstgewerbeschule und begann sich neben der Malerei auch mit der Stuckmodellierung zu beschäftigen. 1854 war er auf einer Ausstellung des Berliner Kunstvereins vertreten, 1856 auf einer Ausstellung der Kunstfreunde in Berlin. Im gleichen Jahr berief ihn die neugegründete Dessinateur-Schule in Elberfeld als Mal- und Zeichenlehrer. Gleichzeitig nahm er eine Stelle als Lehrer an der Gewerblichen Zeichenschule Elberfeld an.